# Congregazione americana cassinese
La Congregazione americana cassinese (in latino Congregatio Americana Casinensis) è una delle congregazioni monastiche di diritto pontificio che compongono la confederazione benedettina.

## Storia

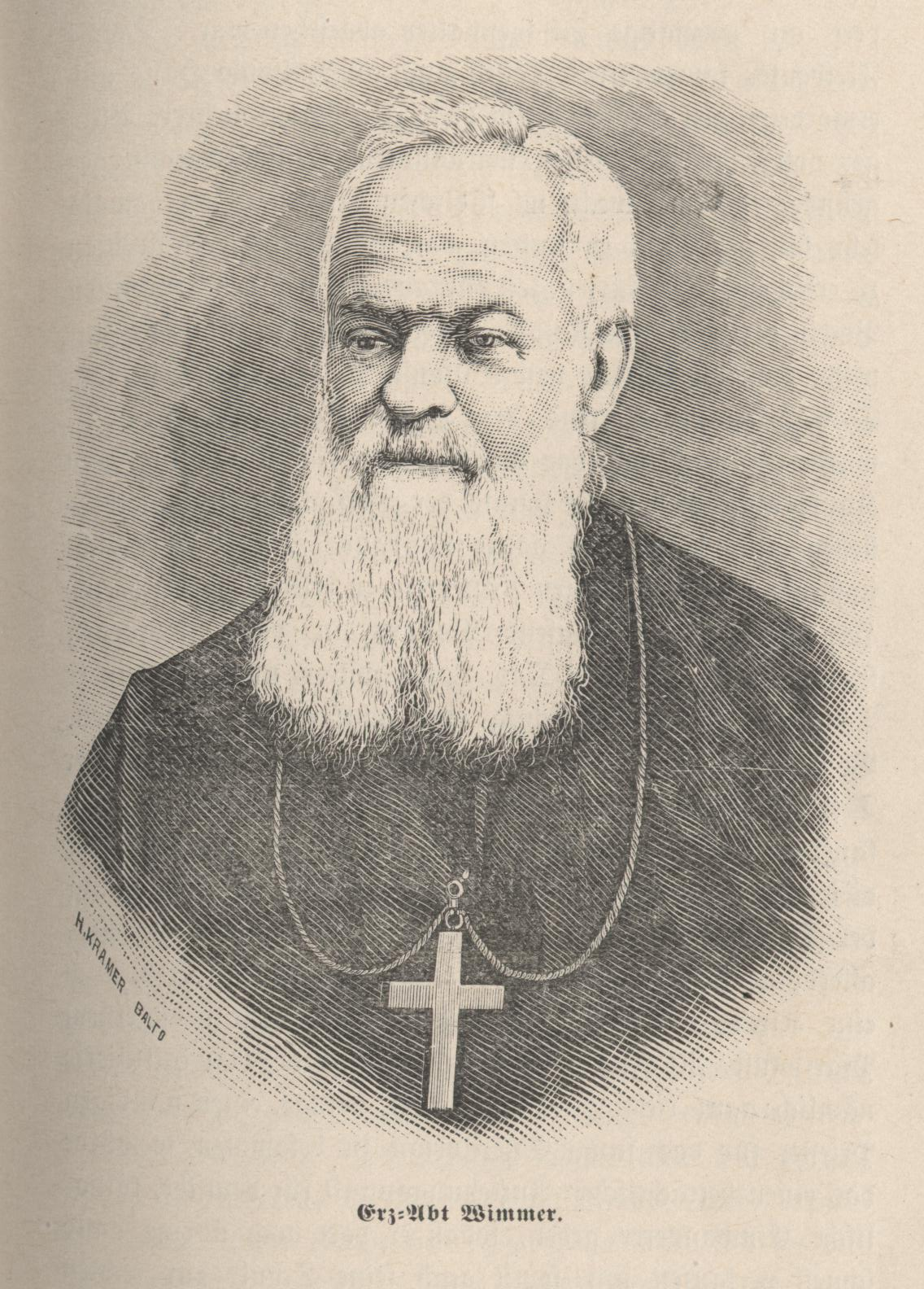
Bonifacio Wimmer, fondatore dell'arciabbazia di San Vincenzo a Latrobe.

Le origini della congregazione risalgono all'iniziativa di Bonifacio Wimmer (1809-1887).
Monaco benedettino dell'abbazia bavarese di Metten, Wimmer concepì un piano di opera missionaria in favore degli emigranti di lingua tedesca negli Stati Uniti d'America: nel 1846 lasciò la Baviera alla guida di un gruppo di quattro seminaristi e quattordici aspiranti fratelli conversi e giunse a New York.
Il vescovo di Pittsburgh concesse alla comunità una piccola chiesa di Latrobe dedicata a san Vincenzo de' Paoli e l'ampio terreno annesso per erigervi un monastero: la vestizione dei primi monaci ebbe luogo il 24 ottobre 1846.
La comunità monastica crebbe rapidamente: l'anno successivo giunse dell'abbazia di Scheyern un altro benedettino assieme con altri venti aspiranti; per sostenere economicamente il monastero, la Ludwig-Missionsverein (ente creato da Luigi I di Baviera per il sostegno alle missioni) stanziò un contributo annuo di 2.000 fiorini.
Il 24 agosto 1855 papa Pio IX eresse San Vincenzo in abbazia indipendente ed esente dalla giurisdizione vescovile: l'abbazia di San Vincenzo sarebbe anche stato il capo della costituenda nuova congregazione, affiliata alla congregazione Cassinese (donde il titolo di congregazione Americana Cassinese) e nella quale sarebbero state osservate le costituzioni della congregazione di Baviera.
Vivente il fondatore, le fondazioni di San Vincenzo si susseguirono rapidamente: nel 1856 fu fondato il monastero di Collegeville, l'anno seguente quelli di Atchison e Newark, nel 1876 il monastero di Belmont (divenuto abbazia nullius nel 1910), nel 1885 Lisle (per l'apostolato presso gli emigranti boemi), nel 1886 Pueblo (poi trasferito a Cañon City).
In tutti questi monasteri si mantenevano scuole, si curava la vita pastorale delle parrocchie dei dintorni e si esercitava l'attività missionaria presso i nativi delle vicine riserve indiane.
La congregazione estese presto la sua presenza anche fuori dagli Stati Uniti: nel 1903 una comunità si trasferì a Muenster, nel Saskatchewan, e divenne abbazia nullius nel 1911; altre fondazioni furono stabilite alle Bahamas, a Porto Rico, in Messico, in Brasile, a Taiwan e in Giappone.

## Governo

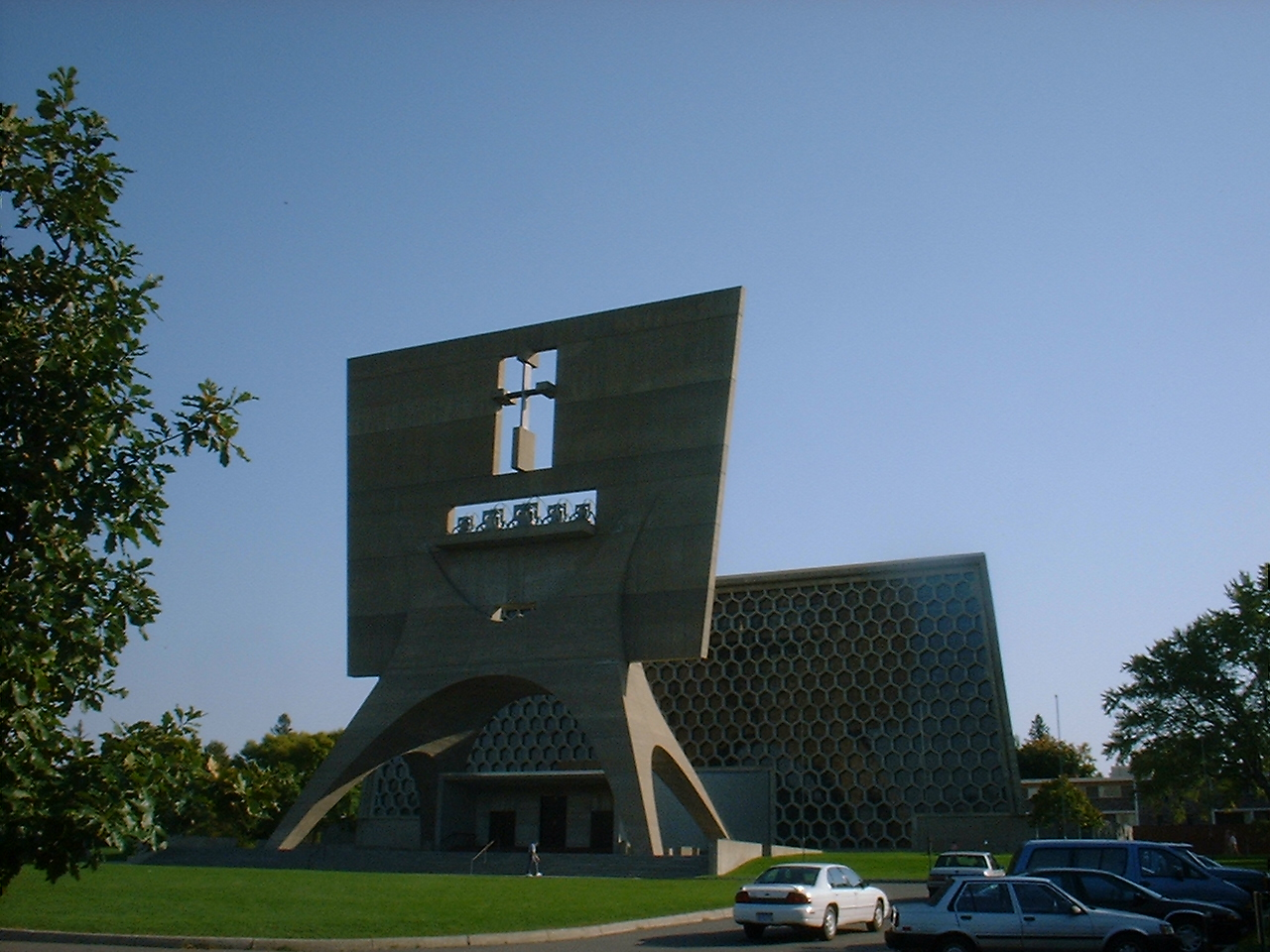
L'abbazia di Collegeville

In origine la congregazione adottò le costituzioni della congregazione bavarese, ma si dotò di costituzioni proprie nel 1908. La suprema autorità della congregazione risiede nel capitolo generale, che si riunisce ogni tre anni: il capitolo elegge un abate presidente assistito da un consiglio di cinque membri.
San Vincenzo ha avuto il titolo di arciabbazia nel 1892 e ha un primato onorifico sugli altri monasteri della congregazione; però, di fatto, la sede generalizia è il monastero dell'abate che è, pro tempore, presidente della congregazione (nel 2010, quello della St. John's Abbey di Collegeville).

## Attività
Presso i monasteri si mantengono scuole di vario genere: seminari interdiocesani, facoltà universitarie, scuole liceali.
Nel 1965 l'abbazia di Collegeville ha intrapreso la costituzione di una biblioteca in microfilm dei codici manoscritti conservati nei monasteri benedettini europei.
I monaci della congregazione propagarono il movimento liturgico negli Stati Uniti: nel 1926 fondarono il periodico Orate fratres (poi Worship) e presso Collegeville esiste la Liturgical press, una casa editrice specializzata.

## Diffusione
I monasteri della congregazione Americana Cassinese sono presenti alle Bahamas, in Brasile, in Canada, in Colombia, in Giappone, in Messico, a Porto Rico, negli Stati Uniti d'America, a Taiwan.
Alla fine del 2008 la congregazione contava 20 case sui iuris e 836 tra novizi e monaci, 545 dei quali sacerdoti.